# Macropis
Macropis es un género de abejas perteneciente a la familia Melittidae.

## Descripción
Las especies del género Macropis son de tamaño moderado, no excediendo los 15 mm. Son predominantemente negras, los machos se caracterizan por marcas amarillas conspicuas en la cabeza. Las hembras muestran adaptaciones morfológicas relacionadas con sus hábitos de alimentación (se alimentan del aceite de las flores), las tibias de las patas posteriores están muy desarrolladas, cubiertas de una densa capa de pelos aterciopelados. A diferencia de la mayoría de los melítidos, el ala de esta especie tiene sólo dos células submarginales.

## Biología
Son abejas solitarias que construyen sus nidos en el suelo. La mayoría son oligolécticas, que coleccionan polen y aceites florales de unas pocas especies (Lysimachia spp). Son univoltinas, es decir que tienen una sola generación por año. Los machos emergen en la primavera antes que las hembras y las esperan en las proximidades de las flores. Después de aparearse, las hembras excavan nidos que terminan en una o dos celdillas donde acumulan provisiones y depositan un huevo en cada una. Las larvas tienen un desarrollo rápido y se convierten en pupas en 10 días. Pasan el invierno en ese estadio. Los nidos de Macropis a veces son parasitados por abejas cleptoparásitas, como las del género  Epeoloides.

## Especies
- Macropis_ciliata Patton, 1880
- Macropis dimidiata Yasumatsu & Hirashima, 1956
- Macropis europaea Warncke, 1973
- Macropis frivaldszkyi Mocsáry, 1878
- Macropis fulvipes (Fabricius, 1804)
- Macropis hedini Alfken 1936
- Macropis immaculata Wu 1965
- Macropis kiangsuensis Wu, 1978
- Macropis micheneri Wu, 1992
- Macropis nuda (Provancher, 1882)
- Macropis omeiensis Wu, 1965
- Macropis orientalis Michez & Patiny, 2005
- Macropis patellata Patton, 1880
- Macropis steironematis Robertson, 1891
- Macropis tibialis Yasumatsu & Hirashima, 1956
- Macropis ussuriana (Popov, 1936)